# Kex

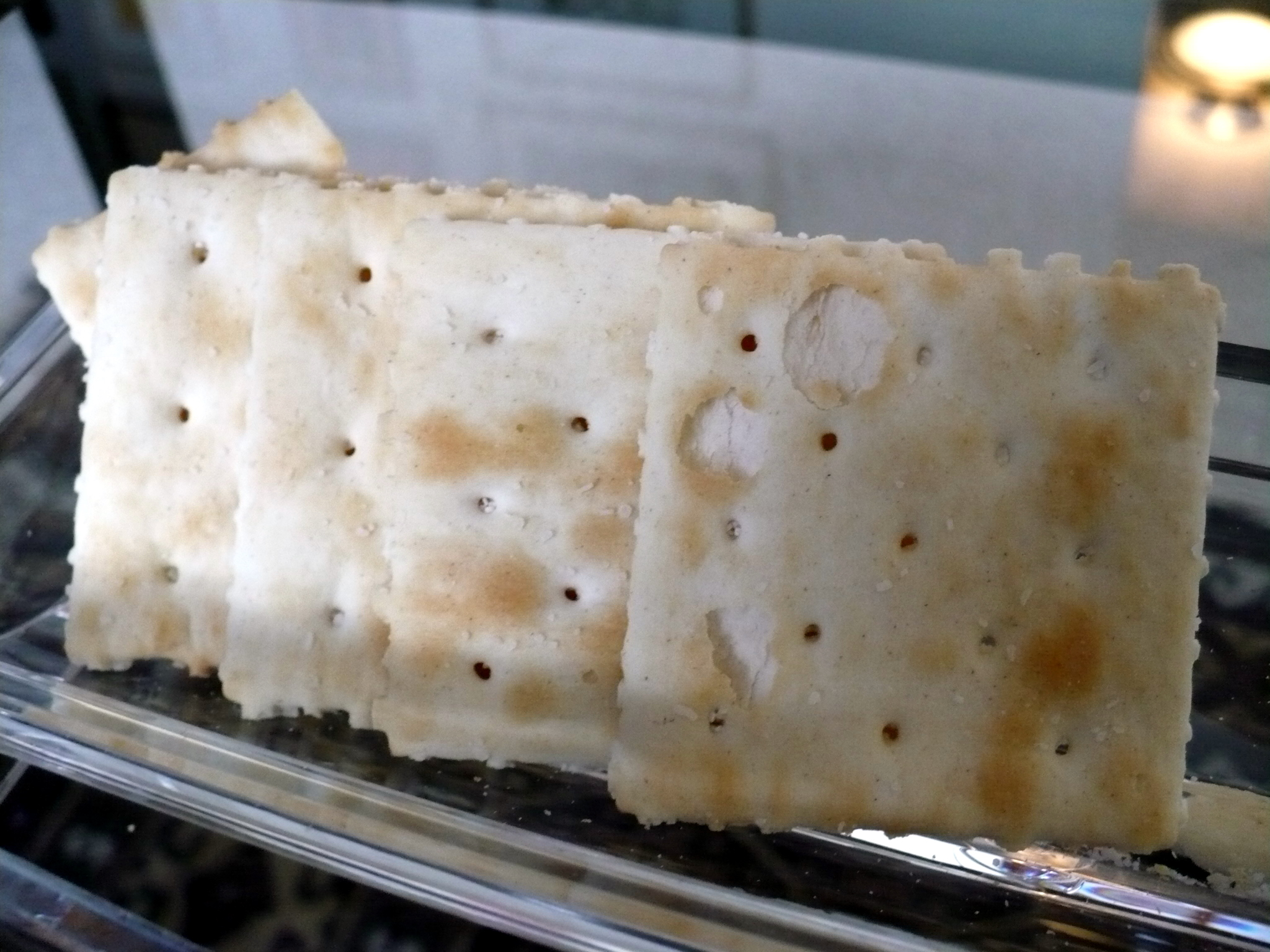
Saltiner är en typ av kex.

Kex eller käx ([kɛks] eller [ɕɛks]) är ett mellanting mellan bröd och kaka. Det rör sig oftast om små tunna skivor. Vissa typer av kex är avsedda som ett alternativ till smörgås och äts till exempel till soppa, exempelvis digestive. Andra typer av kex är alternativ till kakor och äts till exempelvis kaffe, te, saft eller läsk. Ett exempel är mariekex.
En ostbricka med kex och ost kan vara ett alternativ till en söt dessert efter en finare middag. I andra länder än Sverige även som avslutning på en lunch.
Ordet kex kommer från engelskans cakes (plural för cake; jämför keps av engelskans cap, bebis av engelskans baby). Engelskans cake har i sin tur sitt ursprung i det fornnordiska ordet kaka (bröd). Det som på svenska kallas kex motsvaras närmast av biscuit eller cracker i engelskspråkiga länder.